# Río Ciénaga Redonda
El río Ciénaga Redonda o río Ciénaga es un curso natural de agua que nace en el portezuelo del Desagüe y se sume antes de llegar al salar de Maricunga. Está ubicado en la Región de Atacama, Chile.
Este cauce es llamado río Valle Ancho y uno de sus afluentes "río Barros Negros" en el mapa presentado por la DGA en su "Plan Estratégico de Gestíon Hídrica del Salar de Maricunga".: 7 

## Trayecto
Nace en el portezuelo del Desagüe en la cordillera de los Andes y fluye hacia el norte, luego recibe al río Bayo y más el norte sigue su trayecto y recibe las aguas del río Lajitas y luego gira al oeste y mantener esa dirección hasta desembocar en el salar de Maricunga.

## Caudal y régimen
El caudal antes de juntarse con el Barros Negros es relativamente constante con un aumento en los meses de septiembre y octubre, los meses de deshielo en el hemisferio sur. Antes de la junta em la barrera hay un aumento del caudal en los meses de mayo, junio y julio, los meses de lluvia.
| | |
| Caudal medio mensual y caudales asociados a probabilidades de excedencia de 15% y 85% (m³/s) del río Valle Ancho o Ciénega Redonda en la barrera. | Caudal medio mensual y caudales asociados a probabilidades de excedencia de 15% y 85% (m³/s) del río Valle Ancho o Ciénega Redonda antes de la junta con el río Barros Negros. |

## Historia
Luis Risopatrón lo describe en su Diccionario Jeográfico de Chile en 1924 sobre el río:: 238 
Ciénaga Redonda (Rio de la). Nace en las proximidades del portezuelo de El Desahue i corre hacia el N, entre el cordón del cerro Azufre i el limitáneo con la Arjentina, en dirección a la laguna Verde, hacia el SE del salar de Maricunga. 98, II, p. 479; i 126, 1912, p. 163; i de Barros Negros en 98, II, p. 421 i 480; i valle en 117, p. 163.
Sobre el valle y los humedales, escribe:: 73 
Barros Negros (Valle de) 27° 20' 69° 01'. Es seco i corre de S a N, desde el portezuelo de El Desahue hasta las cercanías del salar de Maricunga, en una dirección casi paralela al cordón limitáneo con la Arjentina. 117, p, 163; i rio en 98, II, p. 421 i 480; i de la Ciénaga Redonda en la p. 479; i 126, 1912, p. 163.
Barros Negros (Vegas de) 27° 18' 68° 58'. Se encuentran a unos 4 171 m de altitud, en la banda E de la parte media del valle del mismo nombre, en la márjen S del cajón de Lajitas; constituye el único lugar de alojamiento en esta rejion. 98, I, p. 132; i II, p. 329 i carta de San Román (1892); i vega en 98, u, p. 327; del Barro Negro en 62, II, p. 322 i 326; vegas de Burros Negros error litográfico en 134; i 156; i de Ciénaga Redonda en 117, p. 95 i 126; i 161, II, p. 34.